# Ashton, Gardner & Dyke
Ashton, Gardner & Dyke waren eine britische Rockband, die Tony Ashton und Roy Dyke nach dem Zusammenbruch von The Remo Four, bei der sie vorher gespielt hatten, mit Kim Gardner 1968 in London gründeten.

## Geschichte
Nach der Auflösung der Remo Four spielten Ashton und Dyke weiter zusammen. Der Bassist Kim Gardner und zunächst auch der Gitarrist Steve Howe schlossen sich ihnen an. Sie gingen auf Tournee und begleiteten P. P. Arnold und Delaney & Bonnie; Howe verließ frühzeitig die Band und wechselte zu Yes.
Wegen Meinungsverschiedenheiten zwischen der Band und ihrem Manager Vince Melouney, der Gitarrist bei den Bee Gees war, konnte das Debütalbum Ashton Gardner and Dyke erst 1969 erscheinen. Die Single-Auskoppelung Resurrection Shuffle verkaufte sich gut und gelangte 1971 auf Platz 3 der britischen Hitparade. Bis dahin machte die Band mit Liveauftritten auf sich aufmerksam, bei denen sie durch Dave Caswell (Trompete, Flügelhorn, Banjo), Lyle Jenkins (Saxophon, Querflöte) und Mick Lieber (Gitarre) vervollständigt wurde und einen von Blues und Jazz beeinflussten Hardrock spielte.
Beim zweiten Album The Worst of Ashton, Gardner & Dyke, das 1971 erschien, wurde das Trio von Chris Barber, Eric Clapton, George Harrison und Stan Webb unterstützt. Das Album präsentiert einen rauen Bluesrock.
1972 kam die letzte Platte What a Bloody Long Day It’s Been auf den Markt, die gemeinsam mit den Bläsern Dave Caswell, Lyle Jenkins und John Mumford sowie dem Gitarristen Mick Liber eingespielt wurde. Doch die Verkäufe blieben hinter den Erwartungen zurück. Zuvor spielten Ashton, Gardner & Dyke mit Jon Lord den Soundtrack The Last Rebel ein (unterstützt durch Dave Caswell, Lyle Jenkins, Mick Liber und Steve Howe).
Die Band brach Mitte 1973 auseinander; Gardner und Dyke betrieben eine kurzfristige Reunion der Remo Four und spielten dann bei Badger. Ashton ging zunächst zu Medicine Head und gehörte kurz zu Family, bevor er mit Jon Lord ein Duo bildete.
Am 28. Mai 2001 erlag Tony Ashton in London einem Krebsleiden. Wenige Monate später, am 24. Oktober 2001, starb auch Bassist Kim Gardner an Krebs. Roy Dyke ist in seiner Wahlheimat Hamburg in diversen Projekten tätig.

## Diskografie

### Studioalben
| Jahr | Titel                | Höchstplatzierung, Gesamtwochen, AuszeichnungChartplatzierungen (Jahr, Titel, Platzierungen, Wochen, Auszeichnungen, Anmerkungen) | Höchstplatzierung, Gesamtwochen, AuszeichnungChartplatzierungen (Jahr, Titel, Platzierungen, Wochen, Auszeichnungen, Anmerkungen) | Höchstplatzierung, Gesamtwochen, AuszeichnungChartplatzierungen (Jahr, Titel, Platzierungen, Wochen, Auszeichnungen, Anmerkungen) | Höchstplatzierung, Gesamtwochen, AuszeichnungChartplatzierungen (Jahr, Titel, Platzierungen, Wochen, Auszeichnungen, Anmerkungen) | Höchstplatzierung, Gesamtwochen, AuszeichnungChartplatzierungen (Jahr, Titel, Platzierungen, Wochen, Auszeichnungen, Anmerkungen) | Anmerkungen                |
| Jahr | Titel                | DE | AT | CH | UK | US | Anmerkungen                |
| ---- | -------------------- | --- | --- | --- | --- | --- | -------------------------- |
| 1971 | Resurrection Shuffle | — | — | — | — | US178 (6 Wo.)US | Erstveröffentlichung: 1971 |

grau schraffiert: keine Chartdaten aus diesem Jahr verfügbar
Weitere Veröffentlichungen
- 1969: Ashton, Gardner and Dyke
- 1971: The Last Rebel
- 1971: The Worst of Ashton, Gardner and Dyke
- 1972: What A Bloody Long Day It's Been
- 2002: Let It Roll – Live 1971
- 2011: Live In Montreux 1970

### Singles
| Jahr | Titel Album                                   | Höchstplatzierung, Gesamtwochen, AuszeichnungChartplatzierungen (Jahr, Titel, Album, Platzierungen, Wochen, Auszeichnungen, Anmerkungen) | Höchstplatzierung, Gesamtwochen, AuszeichnungChartplatzierungen (Jahr, Titel, Album, Platzierungen, Wochen, Auszeichnungen, Anmerkungen) | Höchstplatzierung, Gesamtwochen, AuszeichnungChartplatzierungen (Jahr, Titel, Album, Platzierungen, Wochen, Auszeichnungen, Anmerkungen) | Höchstplatzierung, Gesamtwochen, AuszeichnungChartplatzierungen (Jahr, Titel, Album, Platzierungen, Wochen, Auszeichnungen, Anmerkungen) | Höchstplatzierung, Gesamtwochen, AuszeichnungChartplatzierungen (Jahr, Titel, Album, Platzierungen, Wochen, Auszeichnungen, Anmerkungen) | Anmerkungen                         |
| Jahr | Titel Album                                   | DE | AT | CH | UK | US | Anmerkungen                         |
| ---- | --------------------------------------------- | --- | --- | --- | --- | --- | ----------------------------------- |
| 1970 | The Resurrection Shuffle Resurrection Shuffle | DE22 (6 Wo.)DE | — | — | UK3 (14 Wo.)UK | US40 (10 Wo.)US | Erstveröffentlichung: Dezember 1970 |
| 1971 | Can You Get It –                              | DE44 (1 Wo.)DE | — | — | — | — | Erstveröffentlichung: Juli 1971     |

Weitere Singles
- 1969: Maiden Voyage / See the Sun in My Eyes
- 1969: Rolling Home / New York Mining Disaster 1941
- 1970: Hymn to Everyone
- 1971: Delirium